# Cantó de Rècia
El cantó de Rècia, ocupant la part central de l'antiga Rècia, fou un cantó de la República Helvètica de 1798 a 1803, corresponent al modern cantó de Grisons de Suïssa i format a partir de l'estat lliure de les Tres Lligues. Fins al 1799, el cantó fou administrat pel govern central de la República Helvètica.
Els districtes de Chiavenna, Valtellina i Bormio, anteriors territoris de les Tres Lligues, no van ser incorporades al cantó per les revoltes instigades per la França Revolucionària, sent annexionades a la República Cisalpina el 10 d'octubre de 1797. Aquests districtes foren posteriorment units al regne Llombardovènet, sota el control de l'imperi Austríac, després del Congrés de Viena i finalment van esdevenir la Província de Sondrio italiana. La ciutat de Campione, un feu imperial al districte de Lugano aleshores, va unir-se a Llombardia portant a la seva posició actual com un enclavament italià dins del cantó de Ticino.
Amb l'acte napoleònic de mediació del 1803, el cantó fou restablert com els Grisons, resultant en la incorporació final de les Tres Lligues a una Suïssa descentralitzada i federal.